# Бенгш, Альфред
Альфред Бенгш (нем. Alfred Bengsch; 10 сентября 1921, Берлин — 13 декабря 1979, Восточный Берлин) — немецкий кардинал. Титулярный епископ Тубии и вспомогательный епископ Берлина с 2 мая 1959 по 16 августа 1961 года. Епископ Берлина с 16 августа 1961 по 19 декабря 1979 года. Архиепископ ad personam с 14 января 1962 года. Кардинал-священник с 26 июня 1967 года, с титулом церкви Сан-Филиппо-Нери-ин-Эурозия с 29 июня 1967 года.
Участвовал в работе Второго Ватиканского собора.